# Иккер-Рандов (район)
И́ккер-Ра́ндов (нем. Uecker-Randow) — бывший район в Германии, в составе земли Мекленбург-Передняя Померания. 
Упразднён в 2011 году в пользу новообразованного района Передняя Померания-Грайфсвальд. Центр района — город Пазевальк. Занимал площадь 1624 км². Население — 76 805 чел. Плотность населения — 47 человек/км².
Официальный код района — 13 0 62.
Район подразделяется на 54 общины.

## Города и общины
1. Пазевальк (11 959)
2. Штрасбург (6 034)
3. Иккермюнде (10 419)

### Управления

#### Управление Ам-Штеттинер-Хаф
1. Альбек (755)
2. Альтварп (590)
3. Эггезин (5 531)
4. Грамбин (471)
5. Хинтерзе (351)
6. Леопольдсхаген (796)
7. Липгартен (866)
8. Любс (427)
9. Лукков (687)
10. Майерсберг (475)
11. Мёнкебуде (813)
12. Торгелов-Холлендерай (456)
13. Фогельзанг-Варзин (414)

#### Управление Лёкниц-Пенкун
1. Бергхольц (411)
2. Бланкензе (594)
3. Бок (628)
4. Глазов (184)
5. Грамбов (1 043)
6. Кракков (772)
7. Лёкниц (2 927)
8. Надрензе (344)
9. Пенкун (2 099)
10. Плёвен (294)
11. Рамин (698)
12. Россов (514)
13. Ротенклемпенов (728)

#### Управление Торгелов-Фердинандсхоф
1. Альтвигсхаген (395)
2. Фердинандсхоф (3 068)
3. Хаммер-на-Иккере (542)
4. Хайнрихсру (287)
5. Хайнрихсвальде (520)
6. Ротемюль (329)
7. Торгелов (10 032)
8. Вильгельмсбург (937)

#### Управление Иккер-Рандов-Таль
1. Блуменхаген (372)
2. Бритциг (211)
3. Дамеров (153)
4. Фаренвальде (383)
5. Грос-Лукков (233)
6. Яцник (2 039)
7. Клайн-Лукков (231)
8. Кобленц (257)
9. Кругсдорф (415)
10. Ниден (190)
11. Папендорф (275)
12. Польцов (256)
13. Рольвиц (655)
14. Шёнвальде (520)
15. Фирек (1 443)
16. Церрентин (494)
17. Цюзедом (288)